# Ремикур (Льеж)
Ремику́р (фр. Remicourt, валлон. Remicoû / Rmicoû / Rèmicoû) — коммуна в Валлонии, расположенная в провинции Льеж, округ Варем. Принадлежит Французскому языковому сообществу Бельгии. На площади 22,58 км² проживают 5012 человек (плотность населения — 222 чел./км²), из которых 48,12 % — мужчины и 51,88 % — женщины. Средний годовой доход на душу населения в 2003 году составлял 13 395 евро.
Почтовые коды: 4350, 4351. Телефонный код: 019.